# Ceresin
Ceresin, renad ozokerit, vit eller gul ozokerit, tillverkas av ozokerit (jordvax, bergvax) genom behandling med 20–25-procentig rykande svavelsyra i gjutjärnsbehållare vid en temperatur av 140–180 °C. Under livlig reaktion avgår svavelsyrlighet, varefter blandningen delar sig i två skikt med ceresin överst. Syrabehandlingen upprepas om man önskar ge materialet en vit färg, varefter det filtreras genom benkol eller annat avfärgningsmedel.
Ceresin framställt på ovannämnda sätt är en blåaktigt vit eller gul massa med smältpunkt vid 60–87 °C och med densitet 0,92–0,94, och liknar för övrigt bivax.
I kemiskt avseende består ceresin huvudsakligen av isoparaffiner, som vid uppvärmning blir mjukt och plastiskt. Liknande egenskaper har det material som fås genom extration med bensin, koltetraklorid och trikloretylen av det vid ovannämnda process använda filtermaterialet eller genom lämplig behandling av destillationsrester av jordolja.
Ceresin används till bonvax, skokräm, vaselin, ljus, mellanväggar för bikupor, kosmetiska preparat, impregneringsmedel m m.